# DINC
株式会社DINC(英名: DINC Corporation)は、オンラインゲームの運営などを行っていた日本の企業。2015年5月8日現在、公式ホームページが閲覧できない状態となっている。

## 概要
エヌドアーズエンターテインメントに在籍していたメンバーが設立した会社である。
社名の由来は、「Do It Network Communication（ネットワークを使ってコミュニケーションしようよ! ）」の合言葉から頭文字を取っており、インターネットを介してお客様に“楽しみ”を見つけてもらえるサービスを提供していくことを掲げている。

## 沿革
- 2010年11月 - 会社設立
- 2011年1月19日 - ブラウザゲーム「Mr.CEO」の正式サービスを開始。
- 2011年4月14日 - ブラウザゲーム「戦国七龍」の正式サービスを開始。
- 2011年6月14日 - MMOPRG「ルニア戦記」の運営権を譲り受け、サービスを開始。
- 2011年6月22日 - mixiアプリ「みんなのバイキング」の一般公開を開始。

## サービスを終了したオンラインゲーム

### ブラウザゲーム
- Mr.CEO

本格経営シミュレーションブラウザゲーム。2012年7月25日サービス終了。
- 戦国七龍

中国春秋戦国時代を舞台としたスペクタクルブラウザゲーム。2011年11月30日サービス終了。

### mixiアプリ
- みんなのバイキング

氷の海の海賊王を目指すアクションソーシャルゲーム。

### MMORPG
- ルニア戦記

空中コンボで爽快感200％のアクションゲーム。2012年12月27日サービス終了。